# Laoag (Ilocos Norte)
Laoag is de hoofdstad van de Filipijnse provincie Ilocos Norte. Bij de laatste census in 2010 telde de stad bijna 105 duizend inwoners.

## Geschiedenis
De naam Laoag is afgeleid van het Ilocano woord dat licht/helder betekent.

## Geografie

### Bestuurlijke indeling
Laoag is onderverdeeld in de volgende 80 barangays:
| - Apaya - Araniw - Bacsil North - Bacsil South - Balacad - Balatong - Barit-Pandan - Bengcag - Buttong - Caaoacan - Cabungaan North - Cabungaan South - Calayab - Camangaan - Casili - Cataban - Cavit - Darayday - Dibua North - Dibua South | - Gabu Norte East - Gabu Norte West - Gabu Sur - La Paz East - La Paz Proper - La Paz West - Lagui-Sail - La Paz East - La Paz Proper - Lataag - Madiladig - Mangato East - Mangato West - Navotas North - Navotas South - Nalbo - Nangalisan East - Nangalisan West - Nstra. Sra. De Consolacion - Nstra. Sra. De Natividad | - Nstra. Sra. De Natividad - Nstra. Sra. De Soledad - Nstra. Sra. De Visitacion - Nstra. Sra. Del Rosario - Pila - Raraburan - Rioeng - Salet-Bulangon - San Agustin - San Andres - San Bernardo - San Francisco - San Guillermo - San Guillermo - San Isidro - San Jacinto - San Jose - San Lorenzo - San Marcelino - San Mateo | - San Matias - San Miguel - San Pedro - San Pedro - San Quirino - San Vicente - Santa Angela - Santa Balbina - Santa Cayetana - Santa Joaquina - Santa Marcela - Santa Maria - Santa Rosa - Santo Tomas - Santo Tomas - Suyo - Talingaan - Tangid - Vira - Zamboanga |

## Demografie
Laoag had bij de census van 2010 een inwoneraantal van 104.904 mensen. Dit waren 2.447 mensen (2,4%) meer dan bij de vorige census van 2007. Ten opzichte van de census van 2000 was het aantal inwoners gegroeid met 10.438 mensen (11,0%). De gemiddelde jaarlijkse groei in die periode kwam daarmee uit op 1,05%, hetgeen lager was dan het landelijk jaarlijks gemiddelde over deze periode (1,90%).

De bevolkingsdichtheid van Laoag was ten tijde van de laatste census, met 104.904 inwoners op 116,08 km², 903,7 mensen per km².

## Economie
De belangrijkste bron van inkomsten van Laoag komt uit de landbouw. Er wordt veel rijst, tabak en knoflook geproduceerd. Daarnaast staat deze regio ook bekend om haar pottenbakkerijen, smederijen, meubelmakers en weverijen.

## Verkeer en vervoer
Vanuit Laoag International Airport wordt gevlogen op Hongkong en andere bestemmingen in China. Daarnaast bieden de maatschappijen Philippine Airlines en Cebu Pacific lijnvluchten naar binnenlandse bestemmingen aan.
Diverse maatschappijen bieden busverbindingen aan met Manilla en andere plaatsen op Luzon.

## Stedenband
- Honolulu (Verenigde Staten)

## Geboren in Laoag
- Santiago Fonacier (21 mei 1885), geestelijke, politicus en journalist (overleden 1977);
- Fidel Segundo (24 april 1894), generaal en oorlogsheld (overleden 1944);
- Thomas Fonacier (25 december 1898), historicus en onderwijsbestuurder (overleden 1981);
- Celedonio Ancheta (24 februari 1906), historicus en hoogleraar (overleden 1983);
- Felix Antonio (18 mei 1911), rechter hooggerechtshof (overleden 1991);
- Amador Daguio (8 januari 1912), schrijver (overleden 1966);
- Fred Castro (2 september 1914), opperrechter hooggerechtshof (overleden 1979);
- Avelina Gil (12 mei 1917), schrijfster;
- Orlando Quevedo (11 maart 1939), rooms-katholiek kardinaal en aartsbisschop;
- Diosdado Peralta (27 maart 1952), rechter hooggerechtshof.